# Buch in Tirol
Pour les articles homonymes, voir Buch.
Buch in Tirol (autrefois Buch bei Jenbach) est une commune autrichienne du district de Schwaz dans le Tyrol.